# Pseudopyrulinoides
Pseudopyrulinoides es un género de foraminífero bentónico considerado un sinónimo posterior de Paleopolymorphina de la subfamilia Polymorphininae, de la familia Polymorphinidae, de la superfamilia Polymorphinoidea, del suborden Lagenina y del orden Lagenida. Su especie-tipo era Pseudopyrulinoides magnus. Su rango cronoestratigráfico abarcaba el Triásico.

## Discusión
Clasificaciones previas incluían Pseudopyrulinoides en la superfamilia Nodosarioidea.

## Clasificación
Pseudopyrulinoides incluía a las siguientes especies:
- Pseudopyrulinoides magnus †
- Pseudopyrulinoides solidus †